# Ugolino Novello
Pour les articles homonymes, voir Novello (homonymie).
Ugolino Novello, ou Ugolino II Trinci fils de Nallo Trinci, (Foligno... – 1353, est un condottiere italien et seigneur de Foligno (1343 - 1353).

## Biographie
Ugolino Novello, a été seigneur de Foligno de 1343 à 1353.
Son père est Nallo Trinci et fut suivi par Trincia IIeTrinci à la tête de la Seigneurie de Foligno.
Ses autres enfants sont Corrado, seigneur di Foligno et Rinaldo, évêque de Foligno.

### Sources
- (it) Cet article est partiellement ou en totalité issu de l’article de Wikipédia en italien intitulé « Ugolino II Trinci » (voir la liste des auteurs).